# Kirsti Sparboe

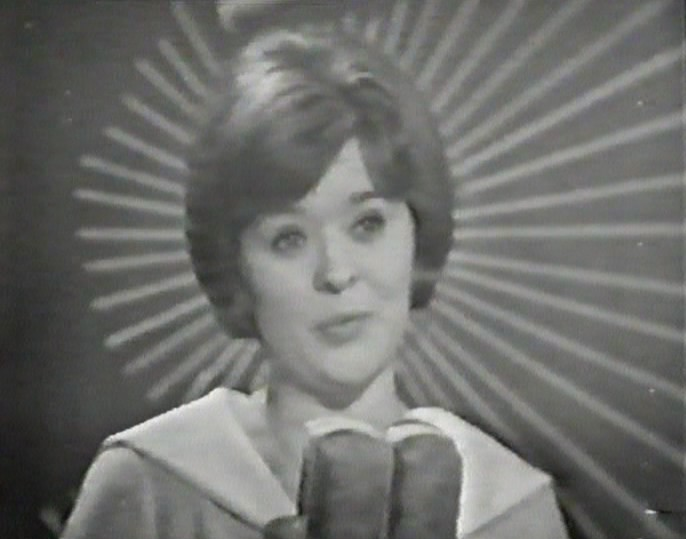
Eerste deelname aan het Songfestival, 1965

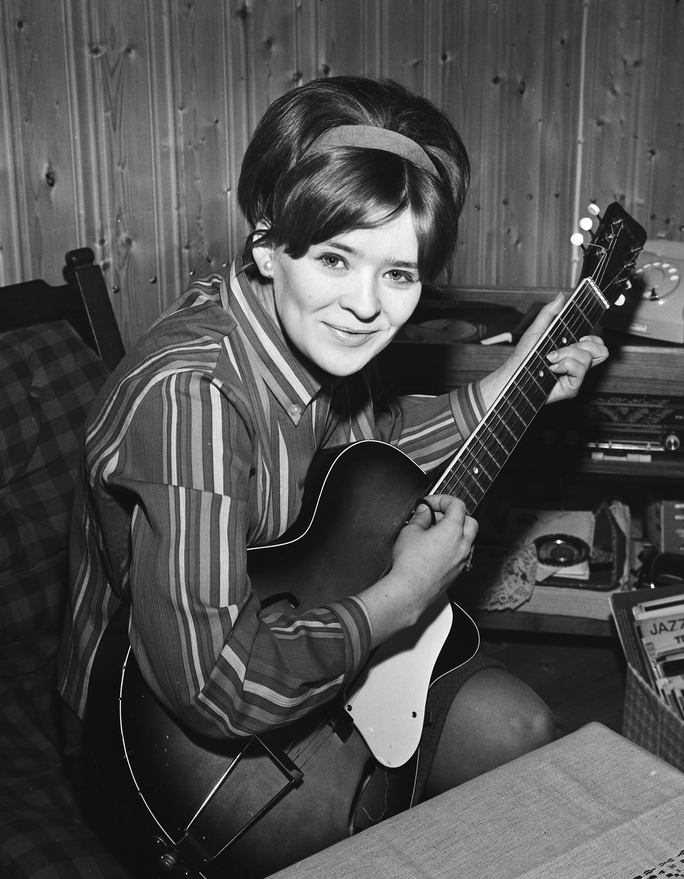
Kirsti Sparboe, 1967

Kirsti Sparboe (Tromsø, 7 december 1946) is een Noorse zangeres.
Sparboe heeft acht maal deelgenomen aan de Melodi Grand Prix om zo voor Noorwegen naar het Eurovisiesongfestival te kunnen gaan. Drie keer lukte dat ook: in 1965, 1967 en 1969. Op het songfestival eindigde ze telkens op de laatste of voorlaatste plaats. In 1968 won Sparboe weliswaar met een van de twee liedjes de Melodi Grand Prix, maar werd Odd Børre (die met het andere liedje won) naar het songfestival gestuurd. Ook Børre eindigde op de voorlaatste plaats.
In 1970 waagde Sparboe haar kans in Ein Lied für Amsterdam met de hoop namens West-Duitsland aan het songfestival mee te mogen doen. Dat lukte niet: Katja Ebstein werd uitgezonden en haalde met Wunder gibt es immer wieder een derde plaats.

## Songfestival
- 1965 – Karusell (13e)
- 1967 – Dukkemann (14e)
- 1969 – Oj, Oj, Oj, Så Glad Jeg Skal Bli (16e)

## Melodi Grand Prix
- 1966 – Gi mig fri (2e), Lørdagstripp (4e)
- 1968 – Jag har aldri vært så glad i no'en som deg (1e), Stress (2e)
- 1972 – Lillebror (2e)
- 1974 – Yo-Yo (4e)
- 1977 – Sang (3e)

## Ein Lied für Amsterdam
- 1970 – Pierre, der Clochard (3de)

1960: Nora Brockstedt · 
1961: Nora Brockstedt · 
1962: Inger Jacobsen · 
1963: Anita Thallaug · 
1964: Arne Bendiksen · 
1965: Kirsti Sparboe · 
1966: Åse Kleveland · 
1967: Kirsti Sparboe · 
1968: Odd Børre · 
1969: Kirsti Sparboe · 
1971: Hanne Krogh · 
1972: Grethe Kausland & Benny Borg · 
1973: Bendik Singers · 
1974: Anne-Karine Strøm & Bendik Singers · 
1975: Ellen Nikolaysen · 
1976: Anne-Karine Strøm · 
1977: Anita Skorgan · 
1978: Jahn Teigen · 
1979: Anita Skorgan · 
1980: Sverre Kjelsberg & Mattis Hætta · 
1981: Finn Kalvik · 
1982: Jahn Teigen & Anita Skorgan · 
1983: Jahn Teigen · 
1984: Dollie de Luxe · 
1985: Bobbysocks · 
1986: Ketil Stokkan · 
1987: Kate Gulbrandsen · 
1988: Karoline Krüger · 
1989: Britt Synnøve Johansen · 
1990: Ketil Stokkan · 
1991: Just 4 Fun · 
1992: Merethe Trøan · 
1993: Silje Vige · 
1994: Elisabeth Andreassen & Jan Werner Danielsen · 
1995: Secret Garden · 
1996: Elisabeth Andreassen · 
1997: Tor Endresen · 
1998: Lars Fredriksen · 
1999: Stig Van Eijk · 
2000: Charmed · 
2001: Haldor Lægreid · 
2003: Jostein Hasselgård · 
2004: Knut Anders Sørum · 
2005: Wig Wam · 
2006: Christine Guldbrandsen · 
2007: Guri Schanke · 
2008: Maria Haukaas Storeng · 
2009: Alexander Rybak · 
2010: Didrik Solli-Tangen · 
2011: Stella Mwangi · 
2012: Tooji · 
2013: Margaret Berger · 
2014: Carl Espen · 
2015: Mørland & Debrah Scarlett · 
2016: Agnete · 
2017: JOWST feat. Aleksander Walmann · 
2018: Alexander Rybak · 
2019: KEiiNO · 
2021: Tix · 
2022: Subwoolfer · 
2023: Alessandra · 
2024: Gåte ·
2025: Kyle Alessandro
- Bibsys: 90387085
- Gemeinsame Normdatei: 135076617
- International Standard Name Identifier: 0000 0000 2841 0782
- Library of Congress Control Number: n85322296
- MusicBrainz: 908731ff-d695-4b5e-9d9b-97f019b8e39e
- Virtual International Authority File: 21138487
- WorldCat: E39PBJpdWdg93qPWWKvwWkgFrq

]